# Rolling Star☆彡
「Rolling Star☆彡」（ローリング・スター）は、Larval Stage Planningの楽曲。KOTOKOが作詞、井内舞子が作曲を手掛けた。グループの1枚目のシングルとして2010年7月23日にFUCTORY RECORDSから発売された。

## 概要
グループ結成後初のマキシシングル。
今作は、FUCTORY RECORDSからの販売となった。「パソコンソフト」扱いになったため、一部店舗を除きパソコンソフト取扱店での販売となった。ちなみに、音楽ソフト流通ルートから販売を行っていないためオリコンの順位には反映されない。

## 収録曲
1. Rolling Star☆彡
作詞：KOTOKO／作曲・編曲：井内舞子
PCゲーム「キサラギGOLD★STAR」主題歌
2. Rolling Star☆彡（Instrumental ver.）